# 京水縣
京水縣是唐代黔州都督府撫水州所屬的一個羈縻縣，州西北七里。其轄地在今廣西省一帶地方，是唐代招撫當地土著所設置的州縣，由其頭人任縣官，宋代屬夔州路紹慶府。天禧元年五月八日，詔改撫水州為安化州，撫水縣為歸仁縣，京水縣為長寧縣。